# Geoff Pollard
Geoffrey Neil Pollard, AM (nacido el 18 de enero de 1944) es un administrador deportivo australiano y exjugador profesional de tenis. Fue galardonado como Miembro de la Orden de Australia en la lista de Honores del Día de Australia de 1989.
Jugador zurdo de Sídney, Pollard fue activo como jugador en las décadas de 1960 y 1970. Perdió contra John Newcombe en la final de individuales juveniles del Campeonato de Australia de 1961 y fue seleccionado para el equipo juvenil de la Copa Davis Junior de Australia. En 1962 fue subcampeón de Tony Roche en el torneo Orange Bowl para menores de 18 años.
Pollard, un graduado en ciencias de la Universidad de Sídney, se asoció con Kaye Dening para ganar una medalla de oro en dobles mixtos en la Universiada de Verano de 1967 en Tokio. Llegó a la tercera ronda de individuales del Campeonato de Australia de 1968, donde fue eliminado por el quinto cabeza de serie Barry Phillips-Moore.
Durante la década de 1980, Pollard fue presidente de la Asociación de Tenis en Césped de Nueva Gales del Sur y formó parte de la Junta Directiva del Instituto Australiano de Deporte. También fue profesor titular de estadística en la Universidad de Macquarie.
Desde 1989 hasta 2010 fue presidente de Tennis Australia.